# Facundo Zabala
Facundo Gabriel Zabala (Rosario, Santa Fe, Argentina; 2 de enero de 1999) es un futbolista argentino, nacionalizado costarricense, que juega como lateral izquierdo en el Club Atlético Independiente, de la Primera División de Argentina.

## Trayectoria
El jugador llegó oficialmente a la Liga Deportiva Alajuelense cedido por el Club Atlético Rosario Central de Argentina para el torneo de Clausura 2019. Hizo su debut oficial con los rojinegros el día 16 de marzo de 2019, convirtiéndose en el argentino número 149 en jugar en el fútbol costarricense y en el extranjero número 90 en jugar para L. D. Alajuelense.

## Estadísticas

### Clubes
Actualizado hasta su último partido disputado el 1 de agosto de 2025.
| Club                                    | Div.          | Temporada     | Liga  | Liga  | Liga   | Copas nacionales | Copas nacionales | Copas nacionales | Torneos internacionales | Torneos internacionales | Torneos internacionales | Total | Total | Total  |
| Club                                    | Div.          | Temporada     | Part. | Goles | Asist. | Part.            | Goles            | Asist.           | Part.                   | Goles                   | Asist.                  | Part. | Goles | Asist. |
| --------------------------------------- | ------------- | ------------- | ----- | ----- | ------ | ---------------- | ---------------- | ---------------- | ----------------------- | ----------------------- | ----------------------- | ----- | ----- | ------ |
| Liga Deportiva Alajuelense · Costa Rica | 1.ª           | 2018-19       | 7     | 0     | 1      | —                | —                | —                | —                       | —                       | —                       | 7     | 0     | 1      |
| Liga Deportiva Alajuelense · Costa Rica | 1.ª           | 2019-20       | 33    | 0     | 1      | —                | —                | —                | —                       | —                       | —                       | 33    | 0     | 1      |
| Liga Deportiva Alajuelense · Costa Rica | 1.ª           | 2020-21       | 17    | 2     | 2      | —                | —                | —                | 3                       | 0                       | 0                       | 20    | 2     | 2      |
| Liga Deportiva Alajuelense · Costa Rica | Total club    | Total club    | 57    | 2     | 4      | 0                | 0                | 0                | 3                       | 0                       | 0                       | 60    | 2     | 4      |
| APOEL de Nicosia Chipre                 | 1.ª           | 2020-21       | 15    | 1     | 0      | 4                | 1                | 0                | —                       | —                       | —                       | 19    | 2     | 0      |
| APOEL de Nicosia Chipre                 | 1.ª           | 2021-22       | 29    | 2     | 0      | 5                | 1                | 1                | —                       | —                       | —                       | 34    | 3     | 1      |
| APOEL de Nicosia Chipre                 | Total club    | Total club    | 44    | 3     | 0      | 9                | 2                | 1                | 0                       | 0                       | 0                       | 53    | 5     | 1      |
| Venezia F. C. · Italia                  | 2.ª           | 2022-23       | 1     | 0     | 0      | —                | —                | —                | —                       | —                       | —                       | 1     | 0     | 0      |
| Venezia F. C. · Italia                  | Total club    | Total club    | 1     | 0     | 0      | 0                | 0                | 0                | 0                       | 0                       | 0                       | 1     | 0     | 0      |
| Club Olimpia Paraguay                   | 1.ª           | 2023          | 39    | 2     | 3      | 1                | 0                | 0                | 10                      | 1                       | 3                       | 50    | 3     | 6      |
| Club Olimpia Paraguay                   | 1.ª           | 2024          | 28    | 0     | 4      | 1                | 0                | 0                | —                       | —                       | —                       | 29    | 0     | 4      |
| Club Olimpia Paraguay                   | 1.ª           | 2025          | 23    | 1     | 1      | 1                | 0                | 1                | 6                       | 0                       | 3                       | 30    | 1     | 5      |
| Club Olimpia Paraguay                   | Total club    | Total club    | 90    | 3     | 8      | 3                | 0                | 1                | 16                      | 1                       | 6                       | 109   | 4     | 15     |
| Al-Ain F. C. Emiratos Árabes Unidos     | 1.ª           | 2024-25       | —     | —     | —      | —                | —                | —                | 3                       | 0                       | 0                       | 3     | 0     | 0      |
| Al-Ain F. C. Emiratos Árabes Unidos     | Total club    | Total club    | 0     | 0     | 0      | 0                | 0                | 0                | 3                       | 0                       | 0                       | 3     | 0     | 0      |
| C. A. Independiente Argentina           | 1.ª           | 2025          | 1     | 0     | 0      | 1                | 0                | 0                | —                       | —                       | —                       | 2     | 0     | 0      |
| C. A. Independiente Argentina           | Total club    | Total club    | 1     | 0     | 0      | 1                | 0                | 0                | 0                       | 0                       | 0                       | 2     | 0     | 0      |
| Total carrera                           | Total carrera | Total carrera | 193   | 8     | 12     | 13               | 2                | 2                | 22                      | 1                       | 6                       | 228   | 11    | 20     |
| 1. 2.                                   |               |               |       |       |        |                  |                  |                  |                         |                         |                         |       |       |        |

## Palmarés

### Torneos nacionales
| Título           | Club                       | País       | Año    |
| ---------------- | -------------------------- | ---------- | ------ |
| Primera División | Liga Deportiva Alajuelense | Costa Rica | A-2020 |
| Primera División | Club Olimpia               | Paraguay   | C-2024 |